# Gare des Epesses
La gare des Epesses est une gare ferroviaire française de la ligne de Vouvant - Cezais à Saint-Christophe-du-Bois, située sur le territoire de la commune des Herbiers, dans le département de Vendée en région Pays de la Loire.
La gare est traversée par des trains touristiques de l'association du chemin de Fer de la Vendée.

## Situation ferroviaire
Établie à 155 mètres d'altitude, la gare des Epesses est située au point kilométrique (PK) 51,257 de la Ligne de Vouvant - Cezais à Saint-Christophe-du-Bois, entre les gares de Chambretaud et des Herbiers.

## Histoire
La gare est mise en service 27 juillet 1914 par l'Administration des chemins de fer de l'État.
La gare est fermée au cours du XXe siècle.
Depuis le 1er juin 1985 la gare est traversée par des trains touristiques de l'association Chemin de fer de la Vendée. Le bâtiment voyageurs est désormais occupé par un restaurant.